# Colibrí gorjablau
El colibrí gorjablau (Lampornis clemenciae) és una espècie d'ocell de la família dels troquílids (Trochilidae) que habita el bosc obert, vegetació secundària, zones arbustives, boscos subtropicals i poblacions de les terres altes des del sud-est d'Arizona, nord de Sonora, Chihuahua, oest de Texas i Coahuila de Zaragoza, cap al sud fins a Oaxaca i Chiapas.